# Tim Renton, Baron Renton of Mount Harry
Ronald Timothy „Tim“ Renton, Baron Renton of Mount Harry PC DL (* 28. Mai 1932; † 25. August 2020) war ein britischer Wirtschaftsmanager und Politiker der Conservative Party, der 23 Jahre lang Abgeordneter des House of Commons war und von 1997 bis 2016 als Life Peer Mitglied des House of Lords war.

## Leben

### Unterhausabgeordneter und Minister
Nach dem Besuch des Eton College absolvierte Renton ein Studium der Geschichtswissenschaften am Magdalen College der University of Oxford, das er mit Auszeichnung abschloss. Danach war er als Wirtschaftsmanager tätig und unter anderem von 1967 bis 1984 Direktor von Silvermines Ltd und zugleich zwischen 1968 und 1975 Direktor der ANZ Banking Group sowie zeitweilig Geschäftsführer von Tennant Trading.
Seine politische Laufbahn begann er, als er als Kandidat der Conservative Party bei den Unterhauswahlen am 18. Juni 1970 im Wahlkreis Sheffield Park, wenngleich erfolglos, für das House of Commons kandidierte. Bei den Wahlen am 28. Februar 1974 wurde Renton dann als Abgeordneter in das Unterhaus gewählt und vertrat dort mehr als 23 Jahre lang bis zu den Wahlen am 1. Mai 1997 den Wahlkreis Sussex Mid.
1979 übernahm Renton, der zeitweise Vorsitzender des Beschäftigungskomitees der konservativen Tories war, sein erstes Regierungsamt und war bis 1981 Parlamentarischer Privatsekretär von John Biffen, dem damaligen Chefsekretär des Schatzamtes (Chief Secretary to the Treasury). Nachdem er von 1978 bis 1980 bereits Vizepräsident war, fungierte er zwischen 1980 und 1984 als Präsident des konservativen Gewerkschaftsverbandes und war zugleich von 1983 bis 1984 Parlamentarischer Privatsekretär von Geoffrey Howe, der zu der Zeit erst Schatzkanzler und dann Außenminister war.
Im Anschluss war er unter Howe 1984 zunächst Parlamentarischer Unterstaatssekretär sowie danach zwischen 1984 und 1987 Staatsminister im Foreign and Commonwealth Office, dem Ministerium für Auswärtiges und Angelegenheiten des Commonwealth. In dieser Zeit war er auch von 1982 bis 1984 Mitglied des Beirates der British Broadcasting Corporation sowie von 1982 bis 1997 Mitglied des Verwaltungsrates der Roedean School und zwischen 1983 und 1984 Vorsitzender der Organisation der Conservative Party für Auswärtiges und den Commonwealth of Nations.
1987 wechselte er in das Innenministerium (Home Office), in dem er bis 1989 Staatsminister war, ehe er von 1989 bis 1990 als Government Chief Whip Erster Parlamentarischer Geschäftsführer der Fraktion der regierenden Conservative Party war. 
1990 wurde er Staatsminister für die Künste und behielt dieses Amt bis 1992. Zugleich war er zwischen 1992 und 1997 Vorsitzender der Parlamentarischen Gruppe für Hongkong sowie von 1992 bis 2000 Mitglied des Beratungsgremiums zur Unterstützung von Mittel- und Osteuropa im Außenministerium, das die Länder in Russland, Mittel- und Osteuropa mit Wissen und Hilfestellung zur Lösung von Problemen beraten sollte.
Des Weiteren fungierte Renton, der 1992 zusammen mit Mick Jagger Gründungspräsident des National Music Day war, zwischen 1992 und 1998 als Vize-Vorsitzender des British Council sowie außerdem von 1992 bis 1997 parlamentarischer Berater des Unternehmens Robert Fleming & Co, in dem er zwischen 1992 und 1999 auch Direktor von Fleming Continental Euro Investment Trust plc war. Darüber hinaus engagierte sich Renton als Mitglied des Entwicklungsrates des 
Parnham Trust von 1992 bis 2000 sowie als Mitglied des Criterion Theatre Trust zwischen 1992 und 2001.
Zuletzt war er während seiner Abgeordnetentätigkeit im Unterhaus von 1995 bis 1997 Mitglied des Unterhausausschusses für das nationale Erbe.

### Oberhausmitglied
Nach seinem Ausscheiden aus dem Unterhaus wurde Renton durch ein Letters Patent vom 9. Juni 1997 als Life Peer mit dem Titel Baron of Mount Harry, of Offham in the County of East Sussex, in den Adelsstand erhoben. Kurz darauf erfolgte seine Einführung (Introduction) als Mitglied des House of Lords.
Zu Beginn seiner Mitgliedschaft im Oberhaus war er von 1997 bis 2001 erst Mitglied und dann zwischen 2002 und 2006 Vorsitzender des Unterausschusses des Oberhauses für Europa. Ab 2007 war Lord Renton Vorsitzender des Oberhausausschusses für Information. Am 14. April 2016 trat er gemäß den Regelungen des House of Lords Reform Act 2014 in den Ruhestand und schied aus dem House of Lords aus.
Zugleich war er zwischen 1998 und 2005 Vorsitzender des Verwaltungsrates der Roedean School und von 1999 bis 2003 Vorsitzender von Fleming Continental Euro Investment Trust plc. Ab 2000 war er zudem Mitglied des Rates der University of Sussex sowie ab 2007 Präsident des Rates des Brighton College.
Ab 2004 war Lord Renton Deputy Lieutenant der Grafschaft East Sussex.

## Veröffentlichungen
- The Dangerous Edge (1994)
- Hostage to Fortune (1997)
- Chief Whip (2004)